# Gonatas vanuatuensis
Gonatas vanuatuensis es una especie de coleóptero de la familia Passalidae.

## Distribución geográfica
Habita en las Islas Vanuatu.